# 保戸野通町
保戸野通町（ほどのとおりまち）は秋田県秋田市にある町。郵便番号は010-0912。住居表示実施済み地区。
本項では、保戸野通町の前身であり1965年（昭和40年）から1966年（昭和41年）にかけて廃止された保戸野本町（ほどのほんちょう）・保戸野新町（ほどのしんまち）・上通町（かみとおりまち）・中通町（なかとおりまち）・大工町（だいくまち）・新大工町（しんだいくまち）についても記述する。

## 地理
秋田市の中央部、保戸野地域の中では南部に位置する。東西に細長い町域だが、町の性格は南北で分かれ、南部は商業地、北部は住宅地である。中央を縦断する秋田県道233号土崎港秋田線（通称「菊谷小路」）を境として北部は鉤形になっている。
南は県道233号及び秋田市道（通称「通町」）を挟んで大町一丁目、西は秋田市道（通称「保戸野みその通り」）を挟んで保戸野鉄砲町、北は秋田市道（通称無し）を挟んで保戸野すわ町・保戸野中町、東は旭川を挟んで千秋矢留町に隣接する。

### 河川
- 旭川

## 歴史
久保田城下のうち、内町（侍町）の一角である保戸野本町と保戸野新町、及び外町（町人町）の一角である上通町・中通町・大工町・新大工町を前身とする。
保戸野本町は高禄の家臣が置かれた保戸野侍町の中央通りで、藩政期には上丁・下丁に分かれていた。十二所所預を勤め3人の家老を輩出した塩谷氏の屋敷があった。保戸野通町の北東部が保戸野本町の南半分に相当する。
保戸野新町は小禄・扶持方を混在する町で、文政期の絵図では東部に厩があり厩町とも呼ばれた。保戸野牛小路、保戸野茜小路との名もあった。保戸野通町の北西部が保戸野新町の南半分に相当する。
上通町・中通町は、『梅津政景日記』元和4年6月29日（1618年8月19日）の条が初見である。通町橋の旧名である「さかな町橋」の名は同日記の慶長17年（1612年）に記録されており、町割は城下建設の初期から行われていた。初期には「下通町」の記録もあり、何らかの理由で中通町に統合されたものと考えられているが、一般に「通町三町」と総称されていた。寛永6年（1629年）に大町三町とともに二階造りが命じられ、同8年に羽州街道の茶町筋から大町筋への変更に伴い上通町・中通町とも街道筋となった。家督専売権は認められなかったものの、寛延2年（1749年）、百姓が収納物の米・銭の不足を通町の商人に立て替えてもらい、翌年に青物・薪・柴萱その他の大町・茶町物以外の雑貨を売って借りを返す、市場権が認められた。文久4年（1864年）になって朝市の専業家督権を得た。通町橋のたもとに刑場と、処刑された罪人のさらし場があった。藩の御用油商人であり明治2年に八橋油田を開発した千蒲善五郎は、代々上通町で営業していた。
大工町は名の通り大工が居住した町で、中通町に連続する街道筋の町である。『梅津政景日記』元和3年4月9日（1617年5月13日）の条に「番匠町」の名で記録されている（番匠=大工）。初期には上大工町、下大工町の2町に分かれていた。寛延2年（1749年）に通町とともに定市の市場権を得たが、市が発展した記録はない。
新大工町は明治に入ってから町割されたもので、大工町と保戸野表鉄砲町の間にあった「六道ノ辻」（りくどうのつじ）、または「大道ノ辻」（だいどうのつじ）と呼ばれる土手と堀を巡らせた関門を整地して造られた。保戸野通町の南西端で道路が鉤形になっている箇所が六道ノ辻の跡地である。

### 沿革
- 1873年（明治6年）3月 - 大区小区制の改正に伴い、旧久保田城下の保戸野を冠した町は秋田県第1大区1小区に、上通町・中通町・大工町・新大工町は2小区に属す[13]。
- 1874年（明治7年） - 六道ノ辻跡に人家が集中したことにより、新大工町と命名される[14]。
- 1876年（明治9年） - 上通町の進藤京兵衛が切手売下人に指定され、県内初の郵便差入柱函を設置[7]。
- 1877年（明治10年） - 新大工町に巡査交番所が設置される[12]。
- 1886年（明治19年）4月30日 - 俵屋大火。保戸野本町で全焼41戸、半焼2戸[5]。上通町・中通町・大工町で全戸全焼[7][8][11]。
- 1889年（明治22年）7月14日 - 秋田馬車鉄道（秋田市電の前身）が営業開始。秋田停留所（後の新大工町停留所）が設置される。
- 1890年（明治23年） - 進藤京兵衛邸が貯金預所となる[7]。
- 1905年（明治38年） - 貯金預所が秋田通町郵便局に改称する[7]（現在地の向かい）。
- 1932年（昭和7年） - 聖愛愛子会が保戸野新町に天使園を開園する（現在の聖園学園短期大学の前身）[5]。
- 1951年（昭和26年）2月7日 - 秋田市電が全通。新大工町停留所から表鉄砲町信号所までの区間は支線の新大工町線となる。
- 1959年（昭和34年）4月1日 - 秋田市電の新大工町線が廃止される。
- 1965年（昭和40年）4月1日 - 住居表示実施に伴い、上通町・中通町・大工町が廃止され、保戸野本町・保戸野新町の一部と合わせて保戸野通町が設置される。
- 1966年（昭和41年）4月1日 - 住居表示実施に伴い、保戸野本町・保戸野新町が廃止される。
- 1992年（平成4年）8月3日 - 秋田通町郵便局が大町一丁目に移転。
- 2021年（令和3年）3月1日 - 北都銀行通町支店が、ブランチインブランチ方式により同行泉支店に移転[15]。

### 町名の変遷
以下はすべて住居表示実施に伴う変更。
| 実施前     | 実施年月日     | 実施後（各町ともその一部）      |
| ---------- | -------------- | ------------------------------- |
| 保戸野新町 | 昭和41年4月1日 | 保戸野すわ町 ほどのすわちょう   |
| 保戸野新町 | 昭和40年4月1日 | 保戸野通町 ほどのとおりまち     |
| 保戸野本町 | 昭和41年4月1日 | 保戸野すわ町 ほどのすわちょう   |
| 保戸野本町 | 昭和40年4月1日 | 保戸野通町 ほどのとおりまち     |
| 保戸野本町 | 昭和41年4月1日 | 保戸野中町 ほどのなかちょう     |
| 上通町     | 昭和40年4月1日 | 大町一丁目 おおまちいっちょうめ |
| 上通町     | 昭和40年4月1日 | 保戸野通町 ほどのとおりまち     |
| 中通町     | 昭和40年4月1日 | 大町一丁目 おおまちいっちょうめ |
| 中通町     | 昭和40年4月1日 | 保戸野通町 ほどのとおりまち     |
| 大工町     | 昭和40年4月1日 | 大町一丁目 おおまちいっちょうめ |
| 大工町     | 昭和40年4月1日 | 保戸野通町 ほどのとおりまち     |
| 新大工町   | 昭和40年4月1日 | 大町一丁目 おおまちいっちょうめ |
| 新大工町   | 昭和41年4月1日 | 保戸野鉄砲町 ほどのてっぽうまち |
| 新大工町   | 昭和40年4月1日 | 保戸野通町 ほどのとおりまち     |

| 実施後     | 実施年月日     | 実施前（各町ともその一部） |
| ---------- | -------------- | -------------------------- |
| 保戸野通町 | 昭和40年4月1日 | 上通町                     |
| 保戸野通町 | 昭和40年4月1日 | 新大工町                   |
| 保戸野通町 | 昭和40年4月1日 | 大工町                     |
| 保戸野通町 | 昭和40年4月1日 | 中通町                     |
| 保戸野通町 | 昭和40年4月1日 | 保戸野新町                 |
| 保戸野通町 | 昭和40年4月1日 | 保戸野本町                 |

## 世帯数と人口
2016年（平成28年）10月1日現在の世帯数と人口は以下の通りである。
| 町丁       | 世帯数  | 人口  |
| ---------- | ------- | ----- |
| 保戸野通町 | 158世帯 | 301人 |

## 交通

### 鉄道
町内に鉄道路線はない。最寄り駅は中通七丁目にあるJR東日本奥羽本線・羽越本線・秋田新幹線の秋田駅。
1959年（昭和34年）までは新大工町に秋田市電新大工町線の新大工町停留所が設置されていたが、これは現在の保戸野鉄砲町である。

### バス
- 秋田中央交通[16]
  - （8 将軍野線 市民生協行き） - 通町 - 通町二区 -
  - （28 牛島・茨島環状線） - 通町 -
  - （29 楢山大回線） - 菊谷小路 -
  - （32 新屋線） - 通町 -
  - （35 川尻割山線） - 通町 -
  - （46 神田旭野線） - 通町 - 通町二区 - 菊谷小路 -
  - （48 神田土崎線） - 通町 - 通町二区 - 菊谷小路 -
  - （49 添川線） - 通町 - 通町二区 - 菊谷小路 -
  - （50 泉ハイタウン線） - 通町 - 通町二区 -

### 道路
- 秋田県道233号土崎港秋田線（通町、菊谷小路）
- 保戸野川反橋
- 通町橋

## 施設
- 後藤歯科医院
- 北都銀行通町支店
- 招福稲荷神社
- 高砂堂 - 1894年（明治27年）創業の老舗菓子店。1918年（大正7年）改築の現店舗は2000年（平成12年）に登録有形文化財として登録されている[17]。旭南高砂堂とモン高砂堂は、高砂堂の分家筋に当たる。
- 上通町街区公園

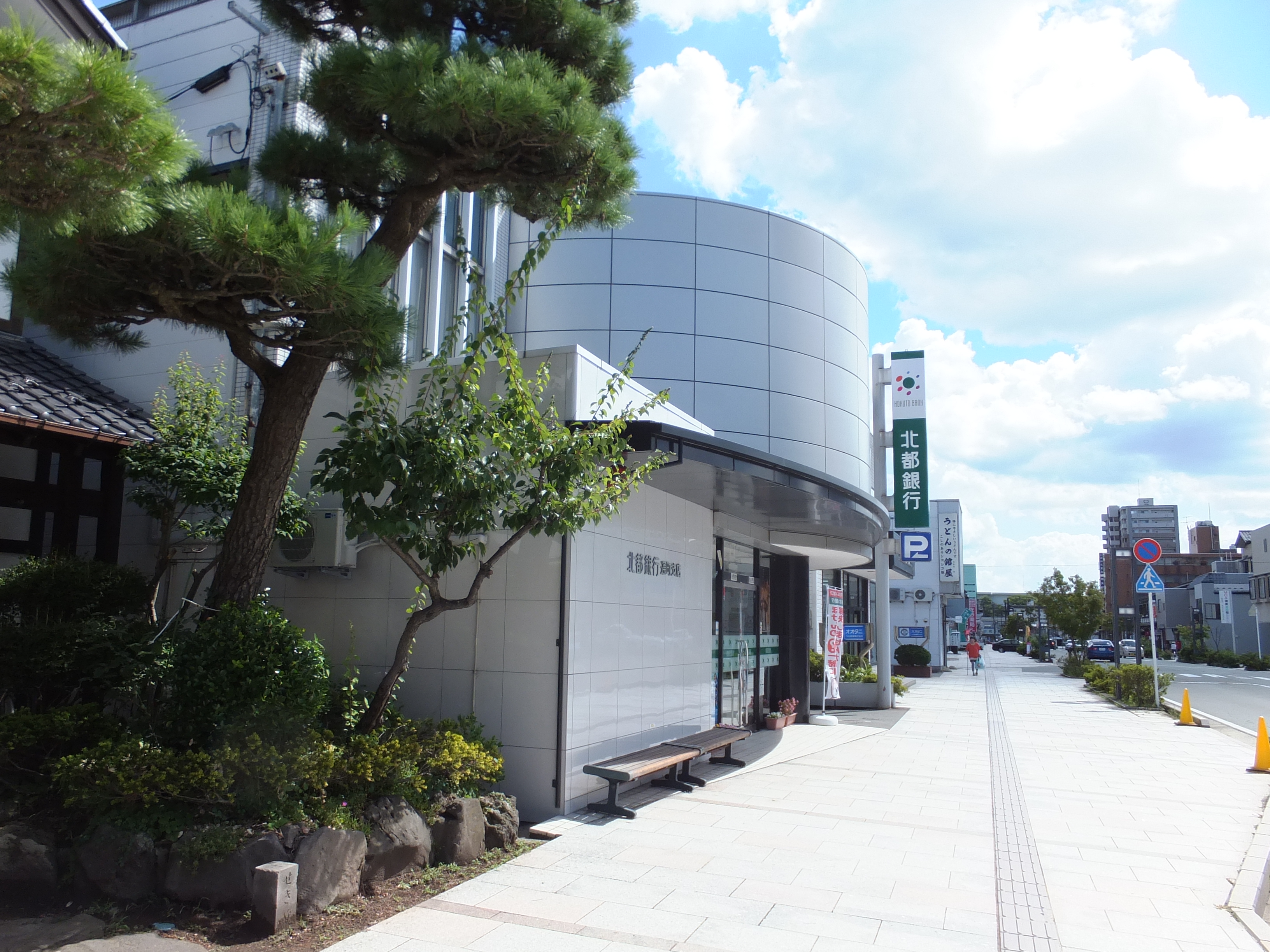
北都銀行通町支店
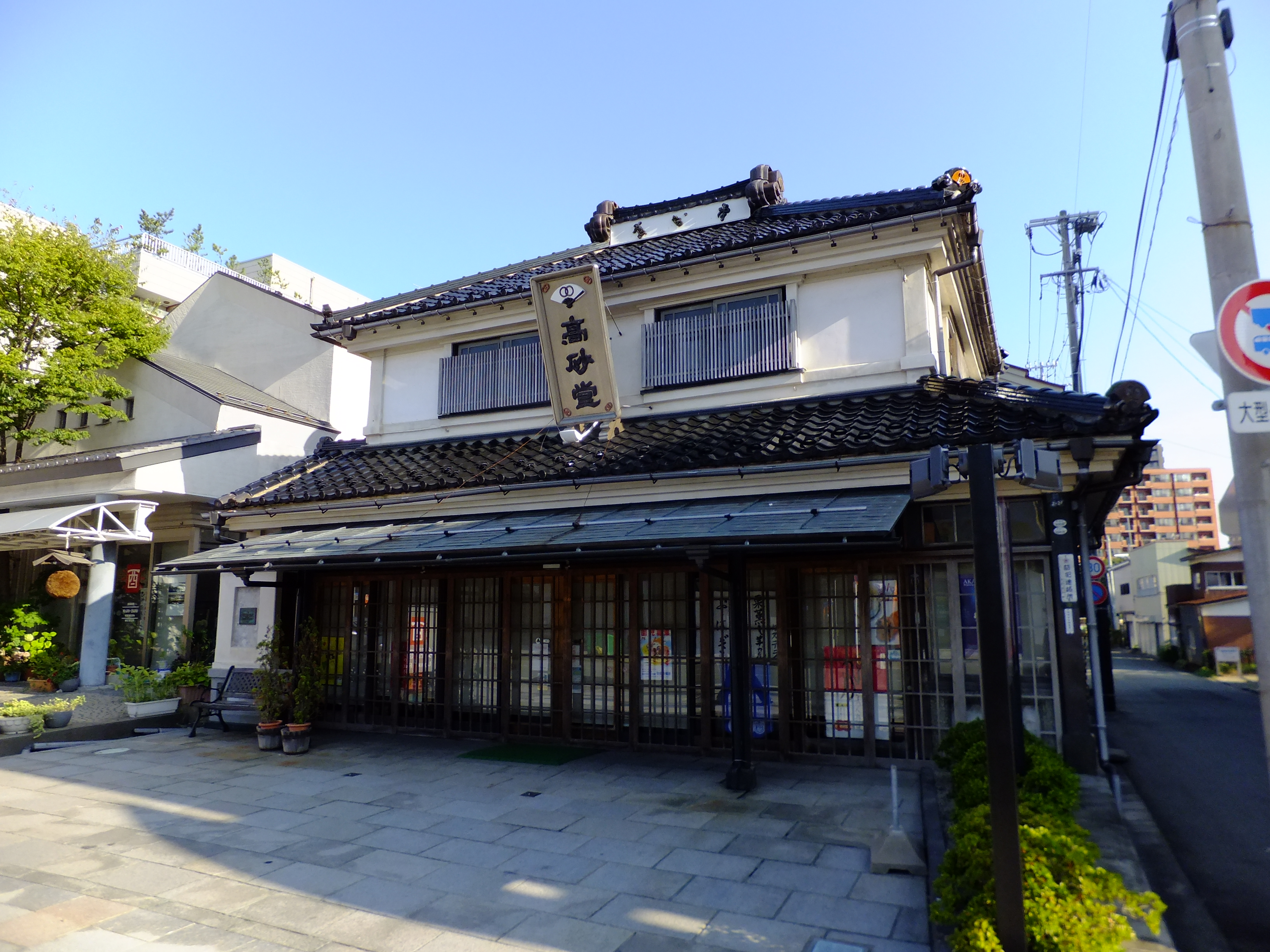
菓子舗「高砂堂」